# Rheinturm (Orsoy)
Der Rheinturm war einer der vier Ecktürme und einer der elf gesamten Türmen der Orsoyer Stadtbefestigung. Er lag im Nordosten von Orsoy und war Bestandteil der Burg von Orsoy. 

## Name
Der Name des Rheinturms basiert nicht auf zeitgenössischen Bezeichnungen. Es gibt keine bekannten Aufzeichnungen über einen ursprünglichen Namen des Turms. Der Historiker Dieter Kastner nannte ihn jedoch in seinen Arbeiten so, da er zum Rhein exponiert war und prägte damit den Begriff.

## Geschichte
Wann der Turm errichtet wurde, ist nicht genau bekannt. Da jedoch der letzte Turm zwischen 1540 und 1550 errichtet worden ist, dürfte der Rheinturm mindestens so alt gewesen sein. Zerstört wurde der Turm bei der Schleifung der Stadtbefestigung durch den französischen König Ludwig XIV im Jahre 1672.

## Bauwerk
Der Turm war ein Bestandteil der Burg von Orsoy. Er war ein hoher, quadratischer Klotz mit Walmdach und Zinnengalerie. Als solcher war er vermutlich der höchste aller Festungstürme in der Stadt, den man bereits von Weitem sehen konnte. Der Turm war vor der Burgmauer gesetzt, etwa 2,5 bis 3 Meter entfernt. Dieser diente so als Bergfried, auf welchem sich die Truppen im Falle einer Evakuierung der Burg zurückziehen konnten.